# Désiré Nisard
Désiré Nisard (Châtillon-sur-Seine, 1806. március 20. – Sanremo, 1888. március 27.) francia irodalomtörténész.

## Életútja
Előbb a közoktatásügyi minisztérium hivatalnoka volt, majd 1842-ben a szónoklat tanára a Collège de France-on, 1850-ben a Francia Akadémia tagja, s végül a felsőbb oktatás főfelügyelője, mely állásában 1875-ig maradt. Nagy feltűnést keltett fő munkája: Historie da le littérature francaise (magyarul is megjelent: A francia irodalom története címmel, ford. Szász Károly, Budapest, 1878-80).

## Magyarul megjelent művei
- Nissard Dezső: Tanulmányok a renaissance és a reformátió korából  Erasmus – Morus Tamás – Melanchton; ford. Vajda János; Akadémia, Bp., 1875 (A Magyar Tudományos Akadémia Könyvkiadó Vállalata-sorozat)
- A francia irodalom története, 1-4.; 5. kiad. után ford. Szász Károly; MTA Kiadóhivatal, Bp., 1878–1880 (A Magyar Tudományos Akadémia Könyvkiadó Vállalata-sorozat)

## Egyéb művei
- Études d'histoire et de littérature (Páris, 1864)
- Les quatre grands historiens latins (uo., 1874)
- Renaissance et reforme (magyarul is: Tanulmányok a renaissance és a reformatio korából, ford. Vajda János, Budapest 1875)
- Considérations sur la Révolution francaise et sur Napoléon I-er (Páris 1887); halála 1888). V. ö. Des Essarts, Désiré N. (Nouvelle Revue, 1888 ápr. 15.)